# Melasippo
Melasippo  è un nome proprio di persona italiano maschile.

## Varianti
- Maschili: Melesippo, Meleusippo[3]
- Femminili: Melasippa[2]

### Varianti in altre lingue
- Catalano: Melasip[4]
- Francese: Mélasippe
- Greco antico: Μελασιππος (Melasippos)[4]
- Latino: Melasippus[1][5], Meleusippus[1][5], Maleusippus[5], Melensippus[5]
- Polacco: Melazyp
- Spagnolo: Melasipo[4]
- Ucraino: Меласип (Melasyp)

## Origine e diffusione
È un nome scarsissima diffusione, tratto dal greco antico Μελασιππος (Melasippos); l'etimologia non è del tutto certa, ma è possibile che sia composto dai termini μελας (melas, "nero") e ‘ιππος (hippos, "cavallo"), col significato di "[uomo dal] cavallo nero", il che lo renderebbe sostanzialmente una variante di Melanippo.

## Onomastico
L'onomastico si può festeggiare il 17 gennaio in ricordo di san Melasippo (o Melesippo, Meleusippo e altre forme), martire in Cappadocia insieme ai fratelli Speusippo ed Elasippo e alla loro zia o nonna Leonilla. Un altro san Melasippo, martire insieme alla moglie Cassina (o Carina) e al figlio Antonio ad Ancira sotto Giuliano, è commemorato invece il 7 novembre.